# Complexe QRS

Représentation schématique d'une onde ECG de rythme sinusal normal.

 Le complexe QRS est la combinaison de trois des déflexions graphiques observées sur un électrocardiogramme. Il s’agit généralement de la partie centrale et la plus évidente visuellement du traçage. Elle correspond à la dépolarisation des ventricules droit et gauche du cœur et à la contraction des muscles des grands ventricules.
Chez l'adulte, le complexe QRS dure normalement de 80 à 102 ms ; chez l'enfant, il peut être plus court. Les ondes Q, R et S se produisent en succession rapide. Une onde Q est toute déviation vers le bas qui suit immédiatement l'onde P. Une onde R suit une déviation vers le haut, et l'onde S correspond à toute déviation vers le bas après l'onde R. L'onde T suit l'onde S et, dans certains cas, une onde U supplémentaire suit l'onde T.
Pour mesurer l'intervalle QRS, on mesure depuis la fin de l'intervalle PR (ou début de l'onde Q) jusqu'à la fin de l'onde S. Normalement, cet intervalle est de 0,08 à 0,102 seconde. Lorsque la durée est plus longue, on parle de complexe QRS large.

Diagramme montrant comment la polarité du complexe QRS dans les dérivations I, II et III peut être utilisée pour estimer l'axe électrique du cœur dans le plan frontal.

## Formation
La dépolarisation des ventricules cardiaques se produit presque simultanément, via le faisceau de fibres de His et de Purkinje. Si elles fonctionnent efficacement, la durée du complexe QRS chez l'adulte est de 80 à 101 ms.

## Importance clinique
Toute anomalie de conduction prend plus de temps et provoque des complexes QRS « élargis ». Dans le cas d'un bloc de branche, il peut y avoir une deuxième déviation anormale vers le haut au sein du complexe QRS. Dans ce cas, une telle deuxième déviation vers le haut est appelée R′ (prononcé « R prime »). Cela pourrait être décrit comme un modèle RSR.
Les ventricules contiennent plus de masse musculaire que les oreillettes. Par conséquent, le complexe QRS est considérablement plus grand que l’onde P. Le complexe QRS est souvent utilisé pour déterminer l’axe de l’électrocardiogramme, bien qu’il soit également possible de déterminer un axe d’onde P séparé.
La durée, l'amplitude et la morphologie du complexe QRS sont utiles pour diagnostiquer les arythmies cardiaques, les anomalies de conduction, l'hypertrophie ventriculaire, l'infarctus du myocarde, les  troubles électrolytiques et d'autres états pathologiques.
L'analyse à haute fréquence du complexe QRS peut être utile pour la détection d'une maladie coronarienne lors d'un test d'effort.

## Composants

Représentation schématique du complexe QRS.

### Onde Q
Les ondes Q normales, lorsqu'elles sont présentes, représentent une dépolarisation du septum interventriculaire. Pour cette raison, on les appelle ondes Q septales et elles peuvent être appréciées dans les dérivations latérales I, aVL, V5 et V6.
Les ondes Q pathologiques se produisent lorsque le signal électrique traverse un muscle cardiaque ischémique ou cicatriciel ; en tant que telles, elles sont généralement des marqueurs d'infarctus du myocarde antérieurs, suivis de fibrose. Une onde Q pathologique est définie comme ayant une amplitude de déviation de 25 % ou plus de l'onde R suivante, ou étant > 0.04 s (40 ms) de largeur et > 2 mm d'amplitude. Cependant, le diagnostic nécessite la présence de ce motif dans plus d’une dérivation correspondante.

### Progression de l'onde R
En observant les dérivations précordiales, l'onde R progresse généralement en montrant un complexe de type rS en V1 avec une onde R croissante et une onde S décroissante en se déplaçant vers le côté gauche. Il existe généralement un complexe de type qR dans V5 et V6, avec une amplitude de l'onde R généralement plus grande dans V5 que dans V6. Il est normal d'avoir des motifs QS et rSr' étroits dans V1, et c'est également le cas pour les motifs qRs et R dans V5 et V6. La zone de transition est l'endroit où le complexe QRS passe d'une position majoritairement négative à une position majoritairement positive (le rapport R/S devenant > 1), et cela se produit généralement à V3 ou V4. Il est normal d'avoir la zone de transition à V2 (appelée « transition précoce ») et à V5 (appelée « transition retardée »). En génie biomédical, l'amplitude maximale de l'onde R est généralement appelée « amplitude de pic R » ou simplement « pic R »,. La détection précise du pic R est essentielle dans les équipements de traitement du signal pour la mesure de la fréquence cardiaque et constitue la principale caractéristique utilisée pour la détection de l'arythmie,.
La définition de la mauvaise progression de l’onde R (PRWP) varie dans la littérature. On peut la définir, par exemple, comme une onde R inférieure à 2–4 mm dans les dérivations V3 ou V4 et/ou présence d'une progression inversée de l'onde R, définie comme R dans V4 < R dans V 3 ou R dans V3 < R dans V2 ou R dans V2 < R dans V1, ou toute combinaison de ces éléments. Une mauvaise progression de l'onde R est généralement attribuée à un infarctus du myocarde antérieur, mais elle peut également être causée par un bloc de branche gauche, un syndrome de Wolff-Parkinson-White, une hypertrophie ventriculaire droite et gauche ou une technique d'enregistrement ECG défectueuse.

### Point J
Le point où le complexe QRS rencontre le segment ST est le point J. Le point J est facile à identifier lorsque le segment ST est horizontal et forme un angle aigu avec la dernière partie du complexe QRS. Cependant, lorsque le segment ST est incliné ou que le complexe QRS est large, les deux caractéristiques ne forment pas un angle aigu et l'emplacement du point J est moins clair. Il n’y a pas de consensus sur l’emplacement précis du point J dans ces circonstances. Deux définitions possibles sont :
- Le premier point d'inflexion de la montée de l'onde S[8]
- Le point auquel le tracé de l'ECG devient plus horizontal que vertical[9]

## Terminologie

Différents complexes QRS avec nomenclature.

Tous les complexes QRS ne contiennent pas une onde Q, une onde R et une onde S. Par convention, toute combinaison de ces ondes peut être appelée complexe QRS. Cependant, une interprétation correcte des ECG difficiles nécessite un étiquetage exact des différentes ondes. Certains auteurs utilisent des lettres minuscules et majuscules, en fonction de la taille relative de chaque vague. Par exemple, un complexe Rs serait dévié positivement, tandis qu’un complexe rS serait dévié négativement. Si les deux complexes étaient étiquetés RS, il serait impossible d’apprécier cette distinction sans visualiser l’ECG réel.

### Monomorphe ou polymorphe
Le terme monomorphe fait référence au fait que toutes les ondes QRS d'une même dérivation ont une forme similaire. Polymorphe signifie que le QRS passe d'un complexe à un autre. Ces termes sont utilisés dans la description de la tachycardie ventriculaire.

## Algorithmes
Un algorithme couramment utilisé pour la détection des complexes QRS est l'algorithme (ou méthode) de Pan-Tompkins ; un autre est basé sur la transformée de Hilbert,,,. De nombreux autres algorithmes ont été proposés et étudiés. Dans des recherches récentes, des méthodes de détection du rythme cardiaque basées sur des graphiques de visibilité ont été introduites, permettant une annotation rapide et précise du pic R, même dans les ECG bruyants,.